# Монагей
Монагей (англ. Monagea; ирл. Móin an Ghé) — деревня в Ирландии, находится в графстве Лимерик (провинция Манстер).
В 1896 году здесь был основан одноимённый клуб, объединяющий игроков в хёрлинг и в гэльский футбол.